# Michael Coogan
Michael D. Coogan (n. 30 iulie 1942, Regatul Unit) este profesor emerit de studii religioase la Stonehill College, o instituție privată romano-catolică de învățământ superior din Easton, Massachusetts și lector specializat în Biblia ebraică (Vechiul Testament) la seminarul teologic de la Universitatea Harvard. El este de asemenea director de publicații la Muzeul Semitic Harvard. Coogan a predat la Stonehill College din 1985. El este autor al cărții The Old Testament: A Very Short Introduction, de asemenea este editor al The New Oxford Annotated Bible (ediția a treia). El a contribuit la opere enciclopedice despre creștinism ca The Encyclopedia of Religion, HarperCollins Bible Dictionary, și The New Jerome Biblical Commentary. Coogan a participat în și a dirijat excavații arheologice în Israel, Iordania, Cipru și Egipt.
El a conceput, editat și colaborat la alte proiecte de teologie creștină, printre care The Oxford Companion to the Bible, The Illustrated Guide to World Religions, și The Oxford History of the Biblical World. Cea mai recentă lucrare a sa este God and Sex: What the Bible really says, publicată în 2010.
El este unul dintre cei mai de seamă cercetători americani ai Bibliei.
Este catolic și a fost iezuit timp de zece ani.

## Educație
Coogan a absolvit un doctorat în limbile și literatura Orientului Apropiat la Universitatea Harvard în 1971.

## Premii
În 2000 a primit Stonehill's Distinguished Faculty Award ca recunoaștere a cercetării sale și a predării de către el.

## Cursuri
Cursurile sale de teologie creștină au inclus Introducere în Vechiul Testament; Ierusalim: orașul sfânt și Arheologia și Biblia.

## Apariții televizate
- Coogan a apărut în The Bible's Buried Secrets din serialul NOVA al Public Broadcasting Service (PBS). Documentarul, a cărui premieră a fost marți, 18 noiembrie 2008 la ora 20:00 a investigat originile israeliților antici, evoluția credinței lor într-un singur Dumnezeu și crearea Bibliei.[4]